# Mikrozytose
Die Bezeichnung Mikrozyt (mikros, griechisch für ‚klein, gering‘) verwendet man in der Medizin für abnorm kleine rote Blutkörperchen (Erythrozyten). Mikrozytose ist der Fachbegriff für das Auftreten verkleinerter roter Blutkörperchen im Blutbild. Bei der Mikrozytose ist das mittlere Erythrozytenvolumen (MCV) auf weniger als 80 Femtoliter (fl) verringert (Normalwert für Erwachsene 80 bis 96 fl). Wenn gleichzeitig eine Blutarmut besteht, spricht man von einer mikrozytären Anämie.
Die häufigste Ursache für eine Mikrozytose ist der Eisenmangel, sie wird aber auch bei Kupfer- und Vitamin-B6-Mangel beobachtet. Daneben sind auch vererbte Formen bekannt, wie z. B. die β-Thalassaemia minor, eine Form der Mittelmeeranämie. Auch bei einem portosystemischen Shunt und einem Natriummangel kann eine Mikrozytose auftreten. Bei einigen asiatischen Hunderassen (Akita Inu, Chow-Chow, Shar-Pei, Shiba Inu) ist eine Mikrozytose physiologisch.